# Zorro (videogioco)
Zorro è un videogioco pubblicato nel 1985 per diversi home computer a 8 bit dalla Datasoft. Il gioco alterna elementi dei platform bidimensionali ad altri tipici dei rompicapo.
Nel videogioco il giocatore controlla il personaggio di Zorro e ha la missione di salvare una giovane donna che è stata rapita all'inizio del gioco e imprigionata nella torre di un castello. Zorro dovrà trovare il sistema per giungere sino al luogo in cui la donna è tenuta prigioniera attraversando diversi livelli e risolvendo alcuni rompicapo.
Il gioco ha molte somiglianze con Bruce Lee e Conan, giochi che la Datasoft sviluppò l'anno precedente.